# Liste der Mitglieder der Landesversammlung des Freistaates Sachsen-Gotha (1919–1920)
Diese Liste nennt die Mitglieder der Landesversammlung des Freistaates Sachsen-Gotha in der ersten Wahlperiode (1919–1920).

## Hintergrund
Die Landesversammlung des Freistaates Gotha (auch Gothaer Landesversammlung oder Landesversammlung für den Staat Gotha) bestand aus 19 Abgeordneten und wurde erstmals am 25. Februar 1919 im Freistaat Sachsen-Gotha gewählt. Es ergab sich folgendes Wahlergebnis: 
| Partei       | Prozent | Sitze |
| ------------ | ------- | ----- |
| Landbund     | 4,0     | 1     |
| DDP          | 21,0    | 4     |
| DNVP und DVP | 15,0    | 3     |
| SPD          | 9,3     | 1     |
| USPD         | 50,7    | 10    |

## Liste
| Name                  | Partei | Beschreibung                                    | Anmerkungen |
| --------------------- | ------ | ----------------------------------------------- | --- |
| Hermann Brill         | USPD   | Lehrer aus Ohrdruff                             | |
| Auguste Drechsel      | USPD   | Arbeiterfrau aus Gotha                          | Stellvertretende Schriftführerin |
| Eberhardt             |        | Landwirt aus Eischleben                         | |
| Gottfried Esser       | USPD   | Techniker aus Gotha                             | Die Wahl wurde am 11. April von der Landesversammlung als ungültig erklärt, da Esser mit seinem Rufnamen Fritz Esser und nicht mit seinem bürgerlichen Namen Gottfried Esser. |
| Otto Geithner         | USPD   | Redakteur aus Gotha                             | |
| August Görlach        | DNVP   | Landwirt als Molchleben                         | |
| Alfred Greif          | USPD   | Konsumvereinsangestellter aus Ibenhain          | |
| Karl Grübel           |        | Kommerzienrat aus Gotha                         | Alterspräsident, Vizepräsident |
| Leo Gutmann           | DDP    | Dr., Rechtsanwalt aus Gotha                     | |
| Elsa Krug             | USPD   | USPD                                            | Nachrückerin für Esser |
| Simon Köllner         | USPD   | Drechslermeister aus Winterstein                | Nach seinem Tod (7. Mai 1919) rückte Lieding am 21. Mai 1919 nach |
| Helene König          | DDP    | Lehrerin aus Gotha                              | |
| Hermann Anders Krüger | DDP    | Dr., Professor aus Neudietendorf                | |
| Heinrich Lieding      | USPD   | Vorsitzender des Gewerkschaftskartells in Ruhla | Ab dem 21. Mai 1919 für den verstorbenen Simon Köllner |
| Hermann Otto Meyfarth |        | Schultheiß aus Emleben                          | |
| Emil Piegsa           | SPD    | Arbeiter aus Waltershausen                      | |
| Wilhelm Stoll         |        | Dr. Amtsgerichtsrat aus Friedrichswerth         | |
| Max Wahl              | USPD   | Expedient aus Mehlis                            | |
| Fritz Wiegleb         | USPD   | Schriftsetzer aus Friedrichroda                 | Erster Schriftführer |
| Georg Witzmann        | DVP    | Dr. Schuldirektor aus Gotha                     | |
| Heinrich Wolf         | USPD   | Kaufmann aus Tambach-Dietharz                   | Präsident |